# Keith Robinson
Keith John Robinson (Te Aroha, 14 settembre 1976) è un ex rugbista a 15 neozelandese, seconda linea degli Chiefs dal 2002 al 2007.

## Biografia
Esordiente per Thames Valley nel 1998, passò alla provincia di Taranaki nel 2000 e l'anno seguente fu a Waikato, club con il quale si aggiudicò il campionato provinciale nel 2006; militò inoltre in Super Rugby nella franchise di Waikato degli Chiefs.
Esordì negli All Blacks nel 2002 a Twickenham contro l'Inghilterra ma, fin dal debutto, numerosi incidenti in serie ne impedirono un regolare impiego sia a livello di club che di Nazionale; saltò la Coppa del Mondo di rugby 2003, ma fu convocato in quella del 2007, alla fine della quale annunciò il suo ritiro dopo l'ennesimo infortunio, nell'occasione al ginocchio.

## Palmarès
- National Provincial Championship: 1
Waikato: 2006